# Ateleopus indicus
Ateleopus indicus is een  straalvinnige vissensoort uit de familie van diepzeekwabben (Ateleopodidae). De wetenschappelijke naam van de soort is voor het eerst geldig gepubliceerd in 1891 door Alcock.